# Lapsus tristis
Lapsus tristis är en skalbaggsart som först beskrevs av Mannerheim 1853.  Lapsus tristis ingår i släktet Lapsus och familjen strandgrävbaggar. Inga underarter finns listade i Catalogue of Life.